# ネオムラ
ネオムラ（Neomura、単:Neomuran）とは、古細菌と真核生物の系統についての仮説である。
トーマス・キャバリエ＝スミスらが提唱した古細菌と真核生物を含むクレード（単系統群）である。ネオムラの祖先は、3ドメイン説におけるLCAAE（the last common ancestor of Archaea and Eukarya）、エオサイト説におけるLACA（the last common archaeal ancestor）と同じだが、その上位構造が異なっている。LCAAEやエオサイトLACAは真正細菌とは異なる系統と想定されているが、ネオムラの祖先は8億5000万年程前に好熱環境に適応した放線菌の1系統とされ、姉妹群は放線菌目である。
ネオムラに共通する性質として、ペプチドグリカン細胞壁に代わる細胞壁、DNA複製・翻訳・転写の改変、ヒストン H3、H4の獲得など19個の生化学的性質が挙げられている。また、ネオムラ説を述べる根拠として、プロテアソームやステロールなど放線菌と真核生物が関連する15の性質が挙げられている。
この仮説は現在それほど有利な説という訳ではないが、数ある真核生物の起源に関する仮説の中でも、その具体的なシナリオが詳細に述べられていることで知られており、論文は非常に大型である。なお、ネオムラ（Neomura）はギリシャ語で新しい壁（neo+murans）を意味し、英語のnew wallに相当する。ペプチドグリカン細胞壁に代わる新たな細胞壁構造の獲得に因んだものである。

## ネオムラ説における原核生物の分類
- 細菌界/Bacteria
  - グラム陰性細菌亜界/Negibacteria
    - クロロバクテリア門/Chlorobacteria
    - ハドバクテリア門/Hadobacteria
    - シアノバクテリア門/Cyanobacteria
    - エウリバクテリア門/Eurybacteria
    - スピロヘータ門/Spirochaetae
    - プロテオバクテリア門/Proteobacteria
    - プランクトバクテリア門/Planctobacteria

  - 単膜細亜界/Unibacteria
    - グラム陽性細菌門/Posibacteria
    - 古細菌門/Archaebacteria

## ネオムラ説を含む、生物の進化系統樹の例

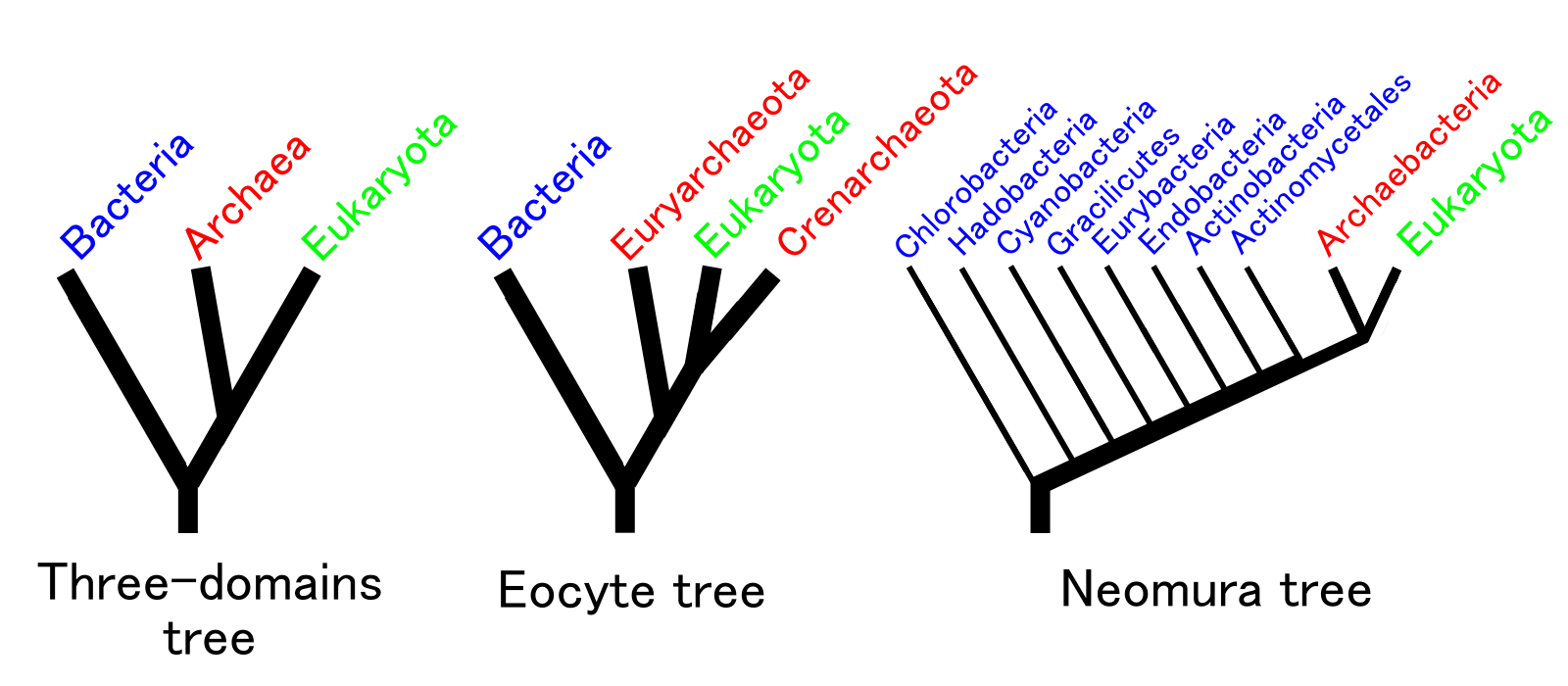
3ドメインの関係の例。それぞれ3ドメイン説、エオサイト説、ネオムラ説。
青：真正細菌、赤：古細菌、緑：真核生物

## 参考・関連文献
- Cavalier-Smith T (2002). “The neomuran origin of archaebacteria, the negibacterial root of the universal tree and bacterial megaclassification”. Int J Syst Evol Microbiol 52 (Pt 1):  7–76. PMID 11837318.
- Cavalier-Smith T (2002). The phagotrophic origin of eukaryotes and phylogenetic classification of Protozoa. 52. pp. 297–354. PMID 11931142.
- Cavalier-Smith T (2006). Rooting the tree of life by transition analyses. 1. pp. 1–83. PMID 16834776.
- 井上勲『藻類30億年の自然史（第2版） - 藻類から見る生物進化・地球・環境』東海大学出版会、2007年。ISBN 978-4-486-01777-6。